# جين كروغ
جين كروغ (بالإنجليزية: Gene Krug)‏ هو لاعب كرة قاعدة أمريكي، ولد في 12 فبراير 1955 في غاردن سيتي في الولايات المتحدة.